# Елемир
Елемир (мађ. Elemér) је насеље града Зрењанина у Средњобанатском управном округу, у Србији. Према попису из 2022. било је 3672 становника.

## Историја
На основу археолошких истраживања која су обављана у више наврата у околини села може се закључити да трагови људских насеља датирају још из праисторијских времена.
У писаним историјским изворима село се под именом Елемир помиње тек у 16. веку, међутим сматра се да је прва насеобина Елемираца насеље „Бабато“ на левој обали Тисе, чији први помен датира из прве половине 14. века (1332—1337). Насеље је припадало до 1454. године породицама Петефи и Данфи из Македоније, а затим издато у закуп грофовима Фогачи од Димеша и Гача. Током 16. века, после 1552. године Мехмед паша Соколовић као заповедник Баната са седиштем у Бечкереку даје дозволу за градњу села где се и данас налази. Најстарији син Мехмед паше Соколовића се звао Елмир, стога је највећа вероватноћа да одатле потиче име села. Ово се може пронаћи у историјском архиву Цариграда- Истанбул. Почетком 17. века у Крушевском поменику, помиње се извесна калуђерица у Елемиру. На мапи са почетка 18. века, коју је израдио царски заступник Мерси након ослобођења Баната од Турака, уцртано је и село Елемир као настањено место. Пописано је 1717. године 20 кућа са 172 становника.
Елемир је 1764. године православна парохија и седиште Елемирског протопрезвитерата. Аустријски царски ревизор Ерлер је 1774. године констатовао да место припада Бечкеречком округу и дистрикту. Становништво је било српско. Када је 1797. године пописан православни клир Темишварске епархије ту је записано пет православних свештеника. Били су то пароси, поп Лаза Таповачки (Тапавички; рукоп. 1752), поп Сава Јовановић (1789), поп Мојсеј Поповић (1791), капелан поп Кирил Паучки (Поучки; 1791) и поп Константин Тапавички (1794) - капелан у Меленцима.
Од 1786. године после насељавања немачких колониста јужни део села бележи се као немачки а северни — српски Елемир.
Школа у Елемиру почиње са радом 1772. године а похађа је 13 ђака.
У истом веку, на првој лицитацији спахилука одржаној 1. августа 1781. године богати јерменски трговац стоком Исак Киш из Ердеља, купује око 16.000 јутара земље у југозападном делу елемирског атара и на имању. До октобра 1794. године Холанђани су саградили прву ветрењачу на Кишовом имању - то је прва ветрењача у том делу Европе. Немачки Елемир постаје самостална општина од 1797. године. Он и његови потомци, подижу од 1795. године велелепни дворац у месту. За време мађарске буне 1848-1849. године спахија Ерне Киш постао је први мађарски генерал. Заклетву на Мађарском уставу је положио 2. августа 1848. године. Постао је заповедник банатског дела Јужне армије. Дана 12. септембра 1848. године Срби су ушли у Елемир и похарали Кишов дворац. После неуспешне опсаде Панчева децембра 1848. године Киш бива смењен и од тада је верни пратилац Лајоша Кошута, председника Хонведске мађарске владе. Код Вилагоша је дошло 11. августа 1849. године до капитулације мађарске војске, а Ерне Киш ухапшен. Стрељан је елемирски спахија а мађарски војсковођа 6. октобра 1849. године у Араду. Спахилук Елемир је био конфискован је између 1849-1867. године био је под управом закупца Лудовикуса Пирета се Бихаина фелдмаршала и управника Баната. Када је рехабилитован покојни Ерне Киш, његови поседи су прешли у руке наследника. Последње спахије елемирског дворца и поседа били су породице зетова Бобор и Даниел. Последњи становник дворца био је Геза Фаркаш који га је због све већег задужења код банке, дао срушити 1936. године. У дворцу су двадесетих година 20. века били смештени угледне Руске избеглице, попут генерала и грофова.
У Елемиру је 1897. године избила побуна против велепоседника у којој су Елемирци масовно учествовали. Након завршетка Другог светског рата домаћи Немци напуштају село и одлазе у Немачку, а њихов део села насељавају Срби из Босанске Крајине. Од тада Елемир постаје јединствено место са једном општином. На основу закона из 1959. год. општина Елемир се припаја општини Зрењанин, а у селу се формира месна канцеларија.

### Православна црква
Православна црква изграђена је 1806. године у центру села и посвећена је Преображењу господњем. Село је 1865. године са две православне парохије, у Темишварској епархији, са 2670 парохијана Срба. Црквене матичне књиге су сачуване, а најстарија датира из 1746. године. Црква је рестаурирана изнутра 1968. а споља 1998. године па је сада једна од најлепших цркава Баната.

### Католичка црква
Данашња католичка црква у Елемиру подигнута је 1847. године, посвећена је Св. Агоштону, а изградњу цркве највећим делом је финансирао велепоседник Ерне Киш, који је у њој и сахрањен. Црква је делимично реконструисана пре неколико година.
Овде постоји преферанс клуб који постиже значајне резултате.

## Демографија
У насељу Елемир живи 3725 пунолетних становника, а просечна старост становништва износи 40,0 година (38,3 код мушкараца и 41,7 код жена). У насељу има 1623 домаћинства, а просечан број чланова по домаћинству је 2,89.
Ово насеље је углавном насељено Србима (према попису из 2002. године), а у последња три пописа, примећен је пад у броју становника.
| График промене броја становника током 20. века | \| Демографија[11] \| Демографија[11] \| Демографија[11] \| \| Година \| Становника \| Становника \| \| --------------- \| --------------- \| --------------- \| \| 1948. \| 4.656 \| \| \| 1953. \| 4.757 \| \| \| 1961. \| 4.886 \| \| \| 1971. \| 5.001 \| \| \| 1981. \| 4.998 \| \| \| 1991. \| 4.724 \| 4.663 \| \| 2002. \| 4.690 \| 4.882 \| \| 2011. \| 4.338 \| \| \| 2022. \| 3.672 \| \| |            |
| Демографија                                    | |            |
| Година                                         | Становника | Становника |
| 1948.                                          | 4.656 |            |
| 1953.                                          | 4.757 |            |
| 1961.                                          | 4.886 |            |
| 1971.                                          | 5.001 |            |
| 1981.                                          | 4.998 |            |
| 1991.                                          | 4.724 | 4.663      |
| 2002.                                          | 4.690 | 4.882      |
| 2011.                                          | 4.338 |            |
| 2022.                                          | 3.672 |            |

| Етнички састав према попису из 2002.‍ | Етнички састав према попису из 2002.‍ | Етнички састав према попису из 2002.‍ | Етнички састав према попису из 2002.‍ | Етнички састав према попису из 2002.‍ |
| ------------------------------------ | ------------------------------------ | ------------------------------------ | ------------------------------------ | ------------------------------------ |
|                                      |                                      |                                      |                                      |                                      |
| Срби                                 | Срби                                 |                                      | 4.158                                | 88,65%                               |
| Роми                                 | Роми                                 |                                      | 181                                  | 3,85%                                |
| Мађари                               | Мађари                               |                                      | 93                                   | 1,98%                                |
| Југословени                          | Југословени                          |                                      | 54                                   | 1,15%                                |
| Хрвати                               | Хрвати                               |                                      | 24                                   | 0,51%                                |
| Македонци                            | Македонци                            |                                      | 11                                   | 0,23%                                |
| Словенци                             | Словенци                             |                                      | 7                                    | 0,14%                                |
| Албанци                              | Албанци                              |                                      | 4                                    | 0,08%                                |
| Црногорци                            | Црногорци                            |                                      | 3                                    | 0,06%                                |
| Украјинци                            | Украјинци                            |                                      | 3                                    | 0,06%                                |
| Румуни                               | Румуни                               |                                      | 2                                    | 0,04%                                |
| Муслимани                            | Муслимани                            |                                      | 2                                    | 0,04%                                |
| Чеси                                 | Чеси                                 |                                      | 1                                    | 0,02%                                |
| Словаци                              | Словаци                              |                                      | 1                                    | 0,02%                                |
| Русини                               | Русини                               |                                      | 1                                    | 0,02%                                |
| Немци                                | Немци                                |                                      | 1                                    | 0,02%                                |
| Буњевци                              | Буњевци                              |                                      | 1                                    | 0,02%                                |
| непознато                            | непознато                            |                                      | 11                                   | 0,23%                                |

| Година пописа     | 1948. | 1953. | 1961. | 1971. | 1981. | 1991. | 2002. |
| ----------------- | ----- | ----- | ----- | ----- | ----- | ----- | ----- |
| Број домаћинстава | 1.055 | 1.147 | 1.345 | 1.457 | 1.558 | 1.558 | 1.623 |

| Број чланова      | 1   | 2   | 3   | 4   | 5   | 6  | 7  | 8 | 9 | 10 и више | Просек |
| ----------------- | --- | --- | --- | --- | --- | -- | -- | - | - | --------- | ------ |
| Број домаћинстава | 341 | 418 | 294 | 356 | 130 | 51 | 20 | 8 | 3 | 2         | 2,89   |

| Пол    | Укупно | Неожењен/Неудата | Ожењен/Удата | Удовац/Удовица | Разведен/Разведена | Непознато |
| ------ | ------ | ---------------- | ------------ | -------------- | ------------------ | --------- |
| Мушки  | 1.866  | 548              | 1.168        | 98             | 52                 | 0         |
| Женски | 2.038  | 402              | 1.158        | 405            | 72                 | 1         |
| УКУПНО | 3.904  | 950              | 2.326        | 503            | 124                | 1         |

| Пол    | Укупно                    | Пољопривреда, лов и шумарство | Рибарство                            | Вађење руде и камена | Прерађивачка индустрија       |
| ------ | ------------------------- | ----------------------------- | ------------------------------------ | -------------------- | ----------------------------- |
| Мушки  | 983                       | 232                           | 1                                    | 75                   | 217                           |
| Женски | 584                       | 129                           | 0                                    | 5                    | 129                           |
| УКУПНО | 1.567                     | 361                           | 1                                    | 80                   | 346                           |
| Пол    | Производња и снабдевање   | Грађевинарство                | Трговина                             | Хотели и ресторани   | Саобраћај, складиштење и везе |
| Мушки  | 14                        | 171                           | 126                                  | 4                    | 41                            |
| Женски | 4                         | 13                            | 103                                  | 11                   | 16                            |
| УКУПНО | 18                        | 184                           | 229                                  | 15                   | 57                            |
| Пол    | Финансијско посредовање   | Некретнине                    | Државна управа и одбрана             | Образовање           | Здравствени и социјални рад   |
| Мушки  | 7                         | 19                            | 26                                   | 16                   | 12                            |
| Женски | 9                         | 11                            | 23                                   | 55                   | 63                            |
| УКУПНО | 16                        | 30                            | 49                                   | 71                   | 75                            |
| Пол    | Остале услужне активности | Приватна домаћинства          | Екстериторијалне организације и тела | Непознато            | Непознато                     |
| Мушки  | 13                        | 0                             | 0                                    | 9                    | 9                             |
| Женски | 11                        | 0                             | 0                                    | 2                    | 2                             |
| УКУПНО | 24                        | 0                             | 0                                    | 11                   | 11                            |